# داریوش سانگایلا
داریوش سانگایلا (انگلیسی: Darius Songaila؛ زادهٔ ۱۴ فوریهٔ ۱۹۷۸) یک بازیکن بسکتبال اهل لیتوانی است.